# Pseudoarcte melanis
Pseudoarcte melanis är en fjärilsart som beskrevs av Paul Mabille 1890. Pseudoarcte melanis ingår i släktet Pseudoarcte och familjen nattflyn. Inga underarter finns listade i Catalogue of Life.